# Zweden op het Eurovisiesongfestival 2000
Zweden was gastheer van het Eurovisiesongfestival 2000, dat werd gehouden in hoofdstad Stockholm. Het was de 40ste deelname van het land op het Eurovisiesongfestival. De selectie verliep via het jaarlijkse Melodifestival, dat plaatsvond op 10 maart 2000. SVT was verantwoordelijk voor de Zweedse bijdrage voor de editie van 2000.

## Selectieprocedure
Melodifestival 2000 was de 39ste editie van de liedjeswedstrijd die de Zweedse deelnemer voor het Eurovisiesongfestival oplevert. Er werden 1394 liedjes ingezonden. Roger Pontare won voor de tweede keer (ook in 1994 aan de zijde van Marie Bergman).
Een jaar eerder werd de vrije taalregel van kracht op het songfestival, maar deze regel werd bij Melodifestivalen pas van kracht in 2002. Alle deelnemers waren verplicht om in het Zweeds te zingen, na de overwinning werd de keuze wel aan de winnaar gelaten. Roger Pontare koos voor de Engelse versie When Spirits are calling my name.
Er waren niet minder dan 10 presentators, die een medley zongen van liedjes uit Melodifestivalen van de afgelopen vier decennia. Lena Philipsson en Carola Häggkvist zouden beiden nog Melodifestivalen winnen (in 2004 en 2006).

### Uitslag
| Nr. | Artiest       | Lied                          | Songwriters                                        | Ptn  | Ptn     | Ptn    | Plaats |
| Nr. | Artiest       | Lied                          | Songwriters                                        | Jury | Publiek | Totaal | Plaats |
| --- | ------------- | ----------------------------- | -------------------------------------------------- | ---- | ------- | ------ | ------ |
| 1   | Guide         | Vi lever här, vi lever nu     | Mattias Reimer, Lars Edvall                        | 53   | 44      | 97     | 5de    |
| 2   | Balsam Boys   | Bara du och jag               | Gustaf Eurén, Stefan Deak, Karl Eurén              | 43   | 11      | 54     | 7de    |
| 3   | Barbados      | Se mig                        | Thomas Thörnholm, Danne Attlerud                   | 58   | 88      | 146    | 2de    |
| 4   | Avengers      | När filmen är slut            | Suss von Ahn, Henrik Wikström                      | 0    | -       | 0      | 10de   |
| 5   | Tom Nordahl   | Alla änglar sjunger           | Stefan Berg                                        | 32   | -       | 32     | 9de    |
| 6   | Roger Pontare | När vindarna viskar mitt namn | Thomas Holmstrand, Linda Jansson, Peter Dahl       | 95   | 132     | 227    | 1ste   |
| 7   | Javiera Muñoz | Varje timma, var minut        | Johnny Thunqvist, Ulf Georgsson                    | 73   | 66      | 139    | 4de    |
| 8   | Midnight Band | Tillsammans                   | Mikael Wendt, Christer Lundh                       | 58   | -       | 58     | 6de    |
| 9   | Hanna Hedlund | Anropar försvunnen            | Bobby Ljunggren, Robert Uhlmann, Anna-Lena Högdahl | 25   | 22      | 47     | 8de    |
| 10  | Friends       | När jag tänker på imorgon     | Lasse Holm, Ingela 'Pling' Forsman                 | 36   | 110     | 146    | 2de    |

#### Jurering
| Lied                          | Luleå | Umeå | Sundsvall | Falun | Stockholm | Karlstad | Örebro | Norrköping | Växjö | Malmö | Göteborg | Totaal |
| ----------------------------- | ----- | ---- | --------- | ----- | --------- | -------- | ------ | ---------- | ----- | ----- | -------- | ------ |
| Vi lever här, vi lever nu     | -     | 8    | 10        | 2     | 12        | 10       | 2      | 4          | -     | 4     | 1        | 53     |
| Bara du och jag               | 2     | -    | 6         | 10    | 8         | 4        | 6      | 1          | -     | -     | 6        | 43     |
| Se mig                        | 10    | 1    | 4         | 6     | 10        | 8        | -      | 12         | 2     | 1     | 4        | 58     |
| När filmen är slut            | -     | -    | -         | -     | -         | -        | -      | -          | -     | -     | -        | 0      |
| Alla änglar sjunger           | 6     | 2    | 1         | 1     | 4         | -        | 12     | -          | 4     | 2     | -        | 32     |
| När vindarna viskar mitt namn | 4     | 12   | 12        | 12    | 2         | 1        | 10     | 10         | 12    | 12    | 8        | 95     |
| Varje timma, var minut        | 8     | 4    | 8         | -     | 6         | 12       | 1      | 6          | 8     | 8     | 12       | 73     |
| Tillsammans                   | 12    | 10   | 2         | 8     | -         | -        | 8      | 8          | 10    | -     | -        | 58     |
| Anropar försvunnen            | -     | 6    | -         | -     | -         | 2        | 4      | -          | 1     | 10    | 2        | 25     |
| När jag tänker på imorgon     | 1     | -    | -         | 4     | 1         | 6        | -      | 2          | 6     | 6     | 10       | 36     |

#### Televotes
| Lied                          | Jury | # televotes | Ptn | Totaal |
| ----------------------------- | ---- | ----------- | --- | ------ |
| Vi lever här, vi lever nu     | 53   | 34 239      | 44  | 97     |
| Bara du och jag               | 43   | 26 229      | 11  | 54     |
| Se mig                        | 58   | 43 289      | 88  | 146    |
| När filmen är slut            | 0    | 2 934       | -   | 0      |
| Alla änglar sjunger           | 32   | 24 455      | -   | 32     |
| När vindarna viskar mitt namn | 95   | 173 641     | 132 | 227    |
| Varje timma, var minut        | 73   | 35 691      | 66  | 139    |
| Tillsammans                   | 58   | 25 727      | -   | 58     |
| Anropar försvunnen            | 25   | 31 921      | 22  | 47     |
| När jag tänker på i morgon    | 36   | 127 441     | 110 | 146    |

## In Stockholm
In hun thuisland moest Zweden optreden als 18de, net na Kroatië en voor Macedonië. Aan het einde van de puntentelling was gebleken dat Zweden 7de geworden met een totaal van 88 punten.
Men ontving 1 keer het maximum van de punten.
België en Nederland hadden respectievelijk 5 en 0 punten over voor deze inzending.

### Gekregen punten

#### Finale
| 12 punten                      | 10 punten         | 8 punten      | 7 punten  | 6 punten                                                   |
| ------------------------------ | ----------------- | ------------- | --------- | ---------------------------------------------------------- |
| - Turkije                      | - Denemarken      | - Duitsland   | - Finland | - Ierland - Noord-Macedonië - Spanje - Verenigd Koninkrijk |
| 5 punten                       | 4 punten          | 3 punten      | 2 punten  | 1 punt                                                     |
| - België - Estland - Noorwegen | - IJsland - Malta | - Zwitserland |           | - Frankrijk                                                |

### Punten gegeven door Zweden

#### Finale
Punten gegeven in de finale:
| 12 punten | Denemarken |
| 10 punten | Letland    |
| 8 punten  | IJsland    |
| 7 punten  | Noorwegen  |
| 6 punten  | Estland    |
| 5 punten  | Rusland    |
| 4 punten  | Ierland    |
| 3 punten  | Malta      |
| 2 punten  | Finland    |
| 1 punt    | Turkije    |